# F 19 (1918)
F 19 – włoski okręt podwodny z czasów I wojny światowej i okresu międzywojennego, jedna z 21 zbudowanych dla Regia Marina jednostek typu F. Okręt został zwodowany 10 marca 1918 roku w stoczni FIAT-San Giorgio w La Spezii, a w skład włoskiej marynarki wojennej został wcielony 24 kwietnia 1918 roku. Jednostka została wycofana ze służby 2 czerwca 1930 roku.

## Projekt i budowa
Okręty podwodne typu F zostały zaprojektowane przez inż. majora Cesarego Laurentiego jako ulepszenie poprzedniego projektu tego konstruktora – jednostek typu Medusa. Przy zachowaniu wymiarów zewnętrznych i wyporności nowe okręty charakteryzowały się krótszym czasem zanurzania, większą manewrowością w położeniu nawodnym i podwodnym, powiększonym kioskiem, instalacją działa pokładowego, żyrokompasu, dwóch peryskopów i systemu łączności podwodnej Fessenden. Okręty miały konstrukcję dwukadłubową, z kadłubem lekkim ukształtowanym na podobieństwo linii kadłuba torpedowców . Przestrzeń między kadłubem sztywnym a lekkim można było uczynić wodoszczelną poprzez zamknięcie specjalnych odwietrzników: w ten sposób okręty zyskiwały dodatkową rezerwę pływalności, szczególnie przydatną podczas żeglugi po powierzchni w złych warunkach pogodowych .
F 19 zbudowany został w stoczni FIAT-San Giorgio w La Spezii. Stępkę okrętu położono 23 września 1915 roku, a zwodowany został 10 marca 1918 roku. Motto okrętu brzmiało „Cor Patriae Sub Undis” (pol. „Pod falami (kryje się) serce Ojczyzny”) .

## Dane taktyczno-techniczne
F 19 był niewielkim, przybrzeżnym okrętem podwodnym . Kadłub podzielony był grodziami wodoszczelnymi (wyposażonymi w podwójne drzwi wodoszczelne) na trzy przedziały: dziobowy (mieszczący kubryk marynarzy), przedział z głównym stanowiskiem dowodzenia i siłownią oraz przedział baterii akumulatorów . Długość całkowita wynosiła 45,63 metra, szerokość 4,22 metra i zanurzenie 3,1 metra. Wyporność normalna w położeniu nawodnym wynosiła 262 tony, a w zanurzeniu 319 ton. Okręt napędzany był na powierzchni przez dwa dwusuwowe silniki wysokoprężne FIAT 216 o łącznej mocy 670 KM . Napęd podwodny zapewniały dwa silniki elektryczne Savigliano o łącznej mocy 500 KM. Dwa wały napędowe obracające dwiema śrubami umożliwiały osiągnięcie prędkości 12,5 węzła na powierzchni i 8 węzłów w zanurzeniu. Zasięg wynosił 1300 Mm przy prędkości 9 węzłów w położeniu nawodnym oraz 120 Mm przy prędkości 2,5 węzła w zanurzeniu (lub 800 Mm przy prędkości 12 węzłów w położeniu nawodnym oraz 9 Mm przy prędkości 8 węzłów w zanurzeniu). Zapas paliwa płynnego wynosił 12 ton. Energia elektryczna magazynowana była w jednej baterii akumulatorów składającej się z 232 ogniw . Dopuszczalna głębokość zanurzenia wynosiła 40 metrów  .
Okręt wyposażony był w dwie stałe dziobowe wyrzutnie kalibru 450 mm, z łącznym zapasem czterech torped. Uzbrojenie artyleryjskie stanowiła pojedyncza pokładowa armata przeciwlotnicza kalibru 76 mm Armstrong A1914 L/30 oraz karabin maszynowy Colt kalibru 6,5 mm  .
Załoga okrętu składała się z 2 oficerów oraz 24 podoficerów i marynarzy.

## Służba
F 19 został wcielony do służby w Regia Marina 24 kwietnia 1918 roku. Jego pierwszym dowódcą został kpt. mar. (wł. tenente di vascello) Gaetano Sansone . Okręt został przydzielony do Flotylli Okrętów Podwodnych w Ankonie, operując także z Wenecji . 1 listopada 1918 roku okręt nadal wchodził w skład Flotylli Okrętów Podwodnych w Wenecji (razem z „Delfino”, X 1, „Atropo”, F 2, F 3, F 5, F 8, F 9, F 10, F 12, F 15, F 17 i F 20). Łącznie podczas działań wojennych załoga jednostki wzięła udział w dziewięciu rejsach bojowych .
Po zakończeniu wojny F 19 wziął udział w okupacji Umagu, a 15 listopada 1919 roku jego marynarze jako pierwsi zatknęli flagę włoską nad miastem . Następnie okręt przeszedł pod jurysdykcję Dowództwa Morskiego w Neapolu, prowadząc intensywną działalność szkoleniową . W 1928 roku jednostka trafiła do rezerwy, a 2 czerwca 1930 roku została rozbrojona i skreślona z listy floty.